# أندرياس هاوغ
أندرياس هاوغ هو قسيس وسياسي نرويجي، ولد في 12 ديسمبر 1815، وتوفي في 13 يناير 1892. نشط حزبياً في حزب المحافظين. وقد انتخب عضو برلمان النرويج ‏ عن دائرة Skien ‏ خلال فترته النيابية ‏ (1865 – 1867).